# Екатерина Дафовска
Екатерина Дафовска (буг. Екатерина Дафовска; Чепеларе, 28. новембар 1975) бивша је бугарска биатлонка и олимпијска првакиња. Освојила је једину бугарску златну медаљу на Зимским олимпијским играма до сада.
Биатлоном је почела да се бави 1992. године. Први пут се такмичила на Олимпијским играма 1994. у Лилехамеру. Као део бугарске штафете заузела је 13. место, а у сприту је била 29.
На следећим Олимпијским играма 1998. године у Нагану освојила је златну медаљу у појединачној трци на 15 километара. То је била прва бугарска златна медања на Зимским олимпијским играма и прва медаља на ЗОИ још од 1980. године.
На Олимпијским играма 2002. године два пута је била веома близу медаље. Са бугарском штафетом заузела је четврто место, а у појединачној трци пето.
На својим последњим Олимпијским играма 2006. године освојила је два осма места, у штафети и у масовном старту.
На Светским првенствима освојила је две бронзане медаље, а у Светском купу је остварила пет победа и четрнаест подијума.
2007. се повукла из спорта. 2010. постала је председник Бугарског биатлон савеза. Удата је и има двоје деце.